# توشیهیکو ۹۰۹۸
سیارک ۹۰۹۸ (به انگلیسی: 9098 Toshihiko، نامگذاری:1996BQ3) نه هزار و نود و هشتمین سیارک کشف شده‌است که در ۲۷ ژانویه ۱۹۹۶ کشف شد.
قدر مطلق سیارک برابر ۳۷.۱ است.